# Кліматотерапія
Кліматотерапія, або кліматолікування (від клімат і терапія — лікування кліматом) — частина медичної кліматології; сукупність методів терапії, які використовуються в лікувальних і оздоровчих цілях за рахунок особливостей певного клімату, дії кліматопогодних чинників і спеціальних кліматопроцедур. Кліматотерапія може відбуватися в місцях постійного проживання, на кліматичних курортах, а також в спеціальних здравницях-санаторіях.
Методи:
- аеротерапія — застосування з профілактичною та лікувальною метою чистого повітря.
  - аерофітотерапія — лікувальне використання повітря насиченого леткими компонентами рослин (фітонциди, ефірні олії).
- геліотерапія — використання сонячних променів з лікувальною та профілактичною метою.
- таласотерапія — використання в процедурах по догляду за тілом морської води, водоростей і морської грязі в поєднанні з морським кліматом.
- спелеотерапія — лікування в умовах мікроклімату натуральних чи штучно створених печер або соляних шахт.